# Хајде да се волимо (албум)
Лепа Брена 1987. године напушта Продукцију грамофонских плоча телевизије Београд, и заједно са Слатким грехом потписује уговор за Сарајевски Дискотон и снима свој седми по реду студијски албум „Хајде да се волимо“, који је по много чему прекретница у њеној каријери.
Овим песмама, као и оним са наредна два Дискотонова албума, Брена достиже врхунац у својој каријери и постаје феномен свог времена. По први пут интензивније ради са Марином Туцаковић, Корнелијем Ковачем, Кемишем и осталим, изузетно великим, стручњацима из ове бранше. Донекле остаје верна свом дотадашњем стилу, тако да се и на овом албуму могу наћи шаљиве песме, типа „Ученици“ или „Хајде да се волимо“, мада баладе као што су „Голубе“, „Сузе бришу све“ и „Ево, зима ће“, наглашавају један нови пут којим је Брена кренула. Песма „Сањам“ убраја се у песме за сва времена, а тај другачији звук постаје све израженији. Песма „Хајде да се волимо“ препевана је и на енглески језик.
Исте године снимљен је први део филма који носи назив као и овај албум — „Хајде да се волимо“, који је био један од најгледанији филмова у југословенској кинематографији. Ту су дошли до изражаја видео-спотови снимљени за горепоменуте песме, у којима Брена још јачим интензитетом скреће пажњу на себе. Остаће упамћен спот за песму „Хајде да се волимо“ где Лепа Брена и Слатки грех, заједно са глумцима из филма, певају одевени у Шкотску ношњу. 
Овај албум је продат у преко 700.000 примерака.

## Песме
На албуму се налазе следеће песме:
1. Хајде да се волимо 3.05 
(А. Радуловић - М. Туцаковић - К. Ковач)
2. Голубе 3.19 
(А. Радуловић - М. Туцаковић - К. Ковач)
3. Ученици 3.15 
(А. Радуловић - М. Туцаковић - К. Ковач)
4. Ево, зима ће 3.04 
(А. Радуловић - М. Туцаковић - К. Ковач)
5. Сањам 2.53 
(К. Ковач - М. Туцаковић - К. Ковач)
6. Он не воли ме 3.31 
(А. Радуловић - М. Туцаковић - Кемиш)
7. Због тебе 3.40 
(Кемиш - Б. Ђевић - Кемиш)
8. Удри, Мујо 2.43 
(Б. Маћешић - С. Балтић - Кемиш)
9. Родише ме нежну и сироту 3.15 
(П. Неговановић - Д. Ерић - Кемиш)
10. Сузе бришу све 3.02 
(А. Радуловић - М. Туцаковић - Кемиш)